# Space Truckers
Space Truckers è un film del 1996 diretto da Stuart Gordon, nelle sale italiane a partire dal 18 aprile 1997.

## Trama
Anno 2196. Una base militare su Tritone viene attaccata dal B.M.W., un robot guerriero. Dopo aver sgominato tutti i presenti in una sala di controllo, il droide viene fermato dallo scienziato Nabel, il quale lo ha costruito segretamente per conto del suo capo, E. J. Saggs; ma all'ultimo momento, quest'ultimo, volendo conquistare la Terra con un'armata di B.M.W., tradisce Nabel aizzandogli contro il suo stesso robot, apparentemente uccidendolo.
Qualche tempo più tardi, l'indipendente astrocamionista spaziale John Canyon arriva sulla stazione spaziale commerciale Hub consegnando il suo carico di maiali quadrati. Al suo arrivo, John scopre che il capo-camionista Keller intende farlo ritirare dando l'incarico al giovane camionista appena diplomato Mike Pucci. Questo causa astio tra John e Keller che si scontrano in un bar, dove un colpo di pistola alla cieca frantuma un finestrino aspirando brutalmente Keller fuori nello spazio. John, Mike e la cameriera Cindy Welch fuggono nell'ufficio segreto di Mr. Zesty, che gli incarica di trasportare sulla Terra un misterioso carico di bambole gonfiabili. Il trio è indeciso, ma accetta visto che è l'unico modo per andarsene dalla stazione, dove sono braccati dalle forze di polizia che gli vogliono arrestare per l'incidente e la morte di Keller.
Poco dopo la rocambolesca fuga, John decide di passare in una zona di feccia spaziale per evitare di essere inseguito dalla polizia, ma qui il camion spaziale viene danneggiato a seguito di una collisione con un asteroide. Il camion viene successivamente catturato da una gigantesca nave controllata da dei pirati spaziali, comandati dal capitano Macanudo, mezzo uomo e mezzo macchina. Per fare in modo che ai suoi compagni non sia fatto niente, Cindy concede a Macanudo di avere dei rapporti sessuali con lui, a patto anche che prendano pure il misterioso carico e li lasci andare. Cindy tenta invano di liberare i suoi compagni, ma John propone ai pirati di controllare il carico del camion prima di giustiziarli e si scopre che il carico misterioso non è una consegna di bambole gonfiabili ma l'armata di B.M.W. A quel punto Macanudo si rivela essere Nabel, sopravvissuto al suo attentato riassemblandosi come cyborg.
Assetato di vendetta contro Saggs e la sua compagnia per quello che gli hanno fatto, egli pianifica di usare i B.M.W. per avere la rivincita, ma un'unità viene attivata per sbaglio e inizia a massacrare i pirati, mentre i protagonisti si riprendono il camion e fuggono dalla nave pirata prima che esploda. Mentre lo scafo del camion è invaso dai B.M.W. attivi, il gruppo di John trova un morente Nabel, che gli consegna il comando per disattivare i robot prima di spirare. Quando i tre escono fuori indossando tute spaziali, perdono però per errore il telecomando, e l'unico modo per salvarsi, ora che sono vicini alla Terra, è quella di sacrificare l'intero camion facendolo precipitare quando entreranno nell'atmosfera terrestre; così Mike e Cindy atterrano con dei gusci di salvataggio mentre Canyon li raggiunge dopo avere assicurato che i B.M.W. vengono bruciati dall'attrito.
Sulla Terra, Canyon e Mike portano Cindy all'ospedale dove incontrano la madre, Carol. Per la felicità di Canyon, si scopre che la donna in passato era stata una modella di cui conservava la foto ed è rimasta giovane a seguito di una ibernazione iniziata 20 anni prima a causa di una malattia. Improvvisamente vengono visitati da Saggs, il quale si rivela essere diventato il Presidente della Terra e offre a John un nuovo camion spaziale e una valigetta piena di soldi per farlo tacere riguardo alla storia dei B.M.W., ma in realtà intende ucciderlo con una bomba nascosta nella valigetta. Quando se ne va però, Mike, che rifiuta di tenere il denaro sporco, getta la valigetta dalla finestra facendola cadere sopra la limousine di Saggs, che muore nell'esplosione.
Con la morte di Saggs e la salvezza della Terra garantita, Mike, Cindy, John e Carol decollano nello spazio a bordo del nuovo camion spaziale.